# Gabriel Moore
Gabriel Moore (1785 - 9 de junho de 1845) foi um político norte-americano servindo como o quinto governador do estado do Alabama de 1829 a  1831, representou entre 1831 a 1837 o Alabama no senado.

## Biografia
Nascido em 1785 no Condado de Stokes, na Carolina do Norte, estudou direito na na Universidade da Carolina do Norte, exerceu advocacia em Huntsville, no Território do Missippi, foi membro do senado do Alabama entre 1819 a 1820, foi membro da câmara do representantes entre 4 de março de 1821 a 3 de março de 1829, foi governador do Alabama entre 1829 a 1831, foi membro do Senado dos Estados Unidos entre 4 de março de 1831 a 3 de março de 1837.